# 突厥羁縻州
突厥羁縻州是唐朝安置突厥的羁縻州。唐朝在唐灭东、西突厥之战获得胜利，将突厥部族安置于北幽州都督府、燕然都护府、關內道等地。著名的有高宗调露元年(679)置的“六胡州”。